# 카사 그란데 델 푸에블로

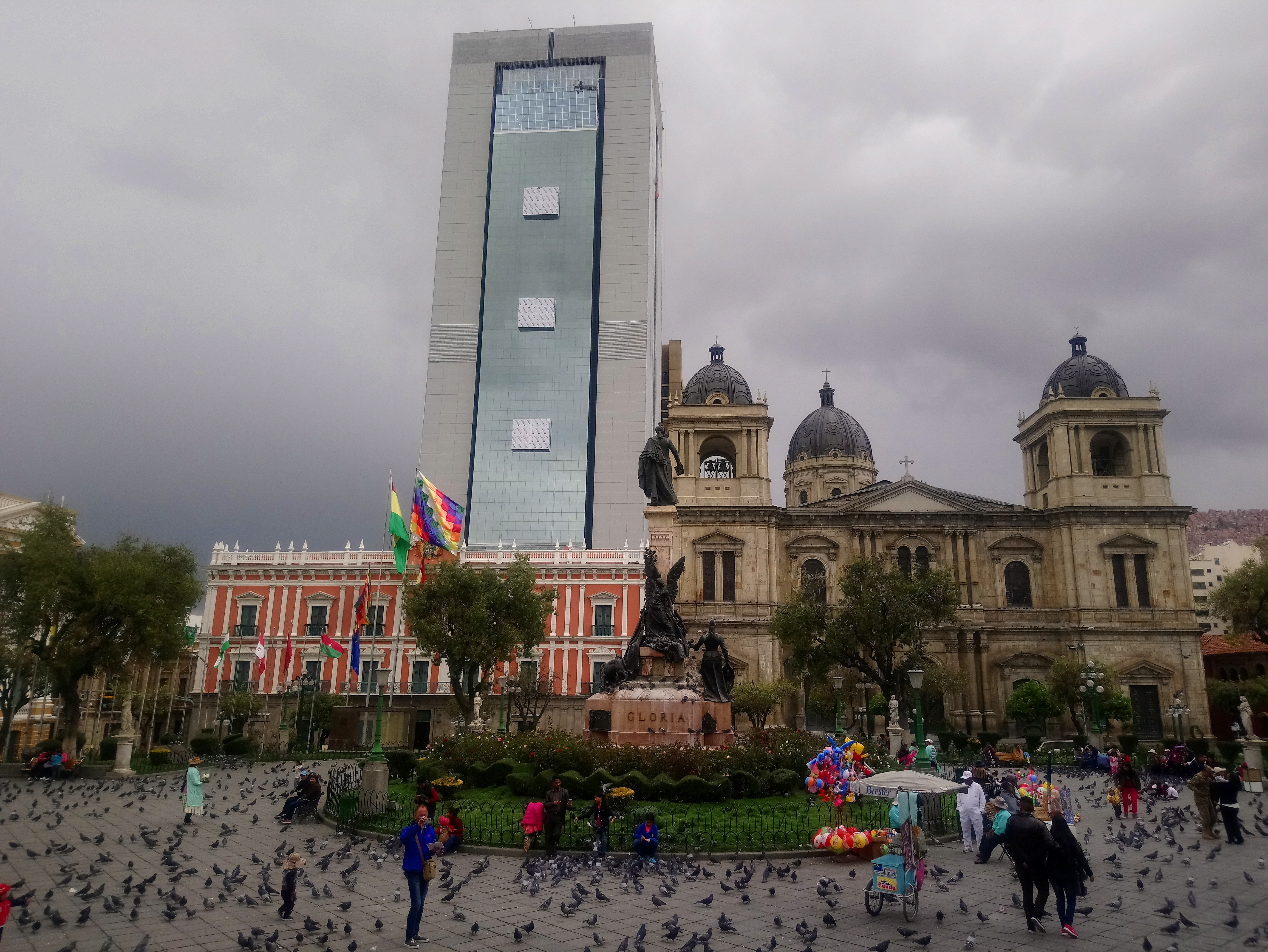
2018년 모습

카사 그란데 델 푸에블로(Casa Grande del Pueblo, Great House of the People)는 2018년에 팔라시오 퀘마도(Palacio Quemado)를 대체한 볼리비아 대통령 관저이다. 2018년 8월 9일 에보 모랄레스 대통령 임기 중 볼리비아의 대통령의 공식 거주지로 개장했다. 자니네 아녜스 정부는 2019년부터 2020년까지 팔라시오 퀘마도를 다시 점거했다. 2020년 11월 8일 루이스 아르세 취임 이후 이곳은 다시 대통령의 거주지가 되었다.